# Daton
Daton, Datos – starożytne miasto, kolonia Tazos nad Zatoką Strymońską, na południowych wybrzeżach Tracji. W okolicy miasta Daton występowały bogate złoża złota.